# 126 Velleda
Velleda /ˈvɛlɪdə/ (định danh hành tinh vi hình: 126 Velleda) là một tiểu hành tinh ở vành đai chính và là tiểu hành tinh kiểu S. Ngày 5 tháng 11 năm 1872, nhà thiên văn học người Pháp Paul Henry phát hiện tiểu hành tinh Velleda khi ông thực hiện quan sát tại Đài thiên văn Paris và đặt tên nó theo Veleda, nữ tu sĩ người Đức, người lãnh đạo cuộc nổi dậy của người Batavian chống lại người La Mã. Đây cũng là tiểu hành tinh đầu tiên do ông phát hiện. Ông và người em Prosper Henry đã phát hiện tổng cộng 14 tiểu hành tinh.
Tiểu hành tinh này quay vòng mỗi 5 giờ 21,6 phút. Trong mỗi vòng quay, đường cong ánh sáng của nó thay đổi 0,22 độ sáng biểu kiến.